# Suello
Suello là một đô thị trong tỉnh Lecco, trong vùng Lombardia của Ý, cự ly khoảng 40 km về phía đông bắc của Milan và khoảng 7 km về phía tây nam của Lecco. Tại thời điểm ngày 31 tháng 12 năm 2004, đô thị này có dân số 1.587 người và diện tích là 2,6 km². Lago di Annone is located on its borders.
Suello giáp các đô thị: Annone di Brianza, Cesana Brianza, Civate.